# Tar-Calmacil
Tar-Calmacil (2516 - 2825 S. E.) es un personaje ficticio que pertenece al legendarium del escritor británico J. R. R. Tolkien y cuya historia es narrada en la colección de relatos Cuentos inconclusos de Númenor y la Tierra Media. Fue el décimo octavo gobernante de Númenor, nacido en el 2516 de la Segunda Edad del Sol, sucedió a su padre, Tar-Alcarin, como rey. Su nombre significa «espada brillante», que tomó en reconocimiento de las victorias territoriales  que había logrado en la Tierra Media como capitán de Númenor. También fue el primer rey de Númenor del que se ha registrado un equivalente de su nombre en adunaico: Ar-Belzagar. Murió en el 2825 S. E.
Hay una discrepancia en los escritos de Tolkien en cuanto al sucesor de Calmacil: Tar-Ardamin, su hijo, o Ar-Adûnakhôr, su nieto. Concretamente, en el Apéndice A de El Señor de los Anillos, Ar-Adûnakhôr aparece como su sucesor, pero en el más ampliado «Línea de Elros: Reyes de Númenor» de los Cuentos inconclusos de Númenor y la Tierra Media, es sucedido por Tar-Ardamin. Christopher Tolkien sugiere que el nombre fue omitido accidentalmente.